# Beretta 1200/1201/Pintail
Les fusils de chasse automatiques Beretta 1200 furent produits par la firme italienne Beretta à la fin des années 1980 ; les modèles 1201 puis Pintail lui succédant dans les années 1990.

## Présentation
Ces fusils fonctionnent par emprunt des gaz et ne tirent qu'en mode semi-automatique. 
Alimentés par un magasin tubulaire, ils étaient proposés en plusieurs longueurs de canon (à bande ventilée ou non) et plusieurs niveaux de finition. La visée est fixe mais les modèles prévus pour le tir à balle disposait d'une hausse et d'un guidon réglables.

## Données techniques
Beretta M1200
- Munition : calibre 12
- Canon :  71 cm.
- Encombrement :
  - Longueur totale du fusil : 1,21 m
  - Masse du fusil vide : 2 900 g
- Capacité : 3 cartouches

Beretta M1201
- Munition : calibre 12
- Canon :  71 cm.
- Encombrement :
  - Longueur totale du fusil : 1,21 m
  - Masse du fusil vide : 3 100 g
- Capacité : 3 cartouches

Beretta Pintail
- Munition : calibre 12
- Canon :  61 cm.
- Encombrement :
  - Longueur totale du fusil : 1,11 m
  - Masse du fusil vide : 00 g
- Capacité : 3 cartouches

## Dérivés
Beretta  proposa des versions police de ces fusils sous la forme des modèles 1200FP/1201FP.

## Sources
- R.L. Wilson, « L'univers de Beretta. Une légende internationale », Editions Proxima, 2001 (traduction française d'un livre US publié en 2000).